# Misael Tarón
Misael Tarón (Villa Ángela, Chaco, Argentina, 5 de marzo de 2000) es un futbolista argentino que se desempeña como marcador central en el Club Ferro Carril Oeste de la Primera B Nacional de Argentina.

## Trayectoria

### Ferro
Realizó las divisiones inferiores en el Club Ferro Carril Oeste. El 25 de abril del 2019 se consagra campeón del torneo de inferiores de la reserva tras ganarle por penales 4 - 1 a Arsenal de Sarandí. El 15 de agosto del mismo año se consagra campeón del torneo de inferiores de cuarta división. En enero del 2020 firmó su primer contrato profesional que lo vincularía a Ferro desde el 1 de enero del 2021 hasta el 31 de diciembre del 2023. Comenzó el Campeonato de Primera Nacional 2021 dentro del plantel profesional, fue convocado por primera vez al banco de suplente para la primera fecha, siendo que no ingresó en dicho partido. Recién en la novena fecha ingreso a los 41 minutos en lugar de David Gallardo. En total jugó 2 partidos en todo el campeonato sin marcar goles, jugó un total de 10 minutos y fue al banco en 8 ocasiones.
De cara al Campeonato de Primera Nacional 2022 se da la llegada de varios defensores que a priori significaba que Misael iba a estar relegado en las consideraciones, no obstante, dado que a muchos les faltaba realizar la pretemporada, es convocado al primer partido contra Nueva Chicago al banco de suplentes teniendo que ingresar a los 30 minutos del primer tiempo en lugar de Matías Mariatti tras lesionarse. En la sexta fecha juega como titular por primera vez contra Atlético Mitre completando los 90 minutos sin convertir goles y recibiendo una tarjeta amarilla. Convierte su primer gol como profesional el 1 de agosto contra el puntero del campeonato, Belgrano de Córdoba, en un tiro libre ejecutado por Claudio Mosca recibe la pelota en el centro del área y de zurda convierte.
Se confirma la renovación de su contrato hasta el 31 de diciembre del 2025.

## Estadísticas
Actualizado al 28 de octubre de 2024

| Club | Div.          | Temporada     | Liga  | Liga  | Copas | Copas | Copas | Copas | Total | Total | Media |
| Club | Div.          | Temporada     | Part. | Goles | Part. | Goles | Part. | Goles | Part. | Goles | Media |
| --- | ------------- | ------------- | ----- | ----- | ----- | ----- | ----- | ----- | ----- | ----- | ----- |
| Ferro Argentina | 2.ª           | 2021          | 2     | 0     | 0     | 0     | —     | —     | 2     | 0     | 0     |
| Ferro Argentina | 2.ª           | 2022          | 20    | 1     | 1     | 0     | —     | —     | 21    | 1     | 0.05  |
| Ferro Argentina | 2.ª           | 2023          | 6     | 0     | —     | —     | —     | —     | 6     | 0     | 0     |
| Ferro Argentina | 2.ª           | 2024          | 2     | 0     | —     | —     | —     | —     | 2     | 0     | 0     |
| Ferro Argentina | Total         | Total         | 30    | 1     | 1     | 0     | 0     | 0     | 31    | 1     | 0.03  |
| Deportivo Maipú Argentina | 2.ª           | 2024          | 13    | 0     | 0     | 0     | —     | —     | 13    | 0     | 0     |
| Deportivo Maipú Argentina | Total         | Total         | 13    | 0     | 0     | 0     | 0     | 0     | 13    | 0     | 0     |
| Total carrera | Total carrera | Total carrera | 43    | 1     | 1     | 0     | 0     | 0     | 44    | 1     | 0.02  |
| (1) La copa nacional se refiere a la Copa Argentina y Supercopa Argentina . (2) La copa internacional se refiere a la Copa Sudamericana, Recopa Sudamericana, Copa Libertadores y Copa Suruga Bank. |               |               |       |       |       |       |       |       |       |       |       |